# Le Dernier Royaume
Pour le film, voir Le Dernier Royaume (film).
 (décembre 2022).
Si vous disposez d'ouvrages ou d'articles de référence ou si vous connaissez des sites web de qualité traitant du thème abordé ici, merci de compléter l'article en donnant les références utiles à sa vérifiabilité et en les liant à la section « Notes et références ».
Le Dernier Royaume est le premier roman historique dans la série Les Histoires saxonnes de l'auteur britannique Bernard Cornwell, publié en 2004. 
Le roman présente Uhtred de Bebbanburg, né Saxon, qui sera enlevé à l'âge de 11 ans par des Danois qui décident de l'élever comme l'un des leurs et de lui apprendre à être un guerrier.

## Résumé
Osbert a 9 ans et est le second fils de l'Ealdorman Uhtred, seigneur de Bebbanburg en Northumbrie. Les Danois attaquent Bebbanburg et le frère aîné de Osbert, également appelé Uhtred, est tué. Son corps est profané après qu'il a été envoyé comme éclaireur. Osbert est maintenant le seul fils de l'Ealdorman Uhtred et est renommé Uhtred. Ealdorman Uhtred cherche à venger la mort de son fils. Il est tué lors de l'attentat manqué contre Eoferwic (York) et Uhtred est capturé par l'Earl Ragnar au cours de la bataille. Ragnar, intrigué et amusé par le garçon de la tentative d'attaque au cours de la bataille, décide de garder Uhtred chez lui. L'oncle d'Uhtred, Ælfric, s'empare de Bebbanburg et du titre d'Ealdorman pour lui-même, bien que Uhtred soit l'héritier légitime.
Uhtred décrit sa vie parmi les Danois, se déplaçant à travers le pays avec Ragnar et ses hommes, travaillant comme un esclave et se battant avec d'autres garçons. Uhtred se lie d'amitié avec le plus jeune fils de Ragnar, Rorik, et a de nombreux affrontements avec un garçon en particulier, Sven, fils de Kjartan, un capitaine de la flotte de Ragnar. Un jour, Sven kidnappe la fille de Ragnar, Thyra, et enlève une partie de ses vêtements pour abuser d'elle. Uhtred surprend Sven, vole son épée et lui fait une entaille à la cuisse. Il le blesse ensuite aux côtes. Uhtred, Rorik et Thyra fuient jusqu'à leur maison, puis racontent ce qui s'est passé à l'Earl Ragnar. Ce dernier est outré et profondément en colère. Il bannit Kjartan, et crève seul l'un des yeux de Sven avec la poignée de son épée, puisque celui-ci n'a vu qu'une partie de la nudité de sa fille.
Uhtred suit les Danois dans leurs raids à travers l'Anglie, puis participe à la conquête de la Mercie, de l'Anglie et à l'invasion du Wessex. Il est kidnappé par un prêtre, Beocca, un vieil ami de sa famille. Il s'échappe et rejoint son père adoptif, Ragnar. Uhtred profite de la vie avec les Danois, mais s'enfuit après que Kjartan tue Ragnar dans un incendie par vengeance.
Uhtred espère échapper aux assassins envoyés par Kjartan en faisant circuler le mensonge que lui aussi est mort dans l'incendie. Uhtred rejoint alors la cour du Roi Alfred de Wessex. Là, il apprend à lire et à écrire, et navigue avec la flotte de 12 navires d'Alfred contre les Danois. Après une bataille avec les Danois, il rencontre de nouveau Ragnar le jeune, fils de l'Earl Ragnar, et lui raconte comment son père est mort. Ils se séparent, mais restent en très bons termes. Uhtred souhaite commander la flotte d'Alfred. Ce dernier accepte, à condition qu'il épouse une orpheline du Wessex nommée Mildrith. Uhtred accepte cette condition, puis découvre qu'en mariant Mildrith, il doit acquitter l'énorme dette que le défunt père de celle-ci a envers l'Église. Après cela, il prend part à un siège contre Guthrum, et fait partie d'un groupe d'otages échangés comme garantie quand les Danois et les Saxons débattent un accord pour la paix. Alors qu'il doit passer l'hiver dans la ville tenue par les Danois, il retrouve de nouveau Ragnar le Jeune. Lorsque Guthrum brise la paix et fait tuer les otages saxons, Uhtred est sauvé par Ragnar. Uhtred s'échappe alors et va retrouver sa femme. À son arrivée, il apprend qu'elle a été prise par Odda le Jeune, un autre ealdorman du Wessex amoureux de Mildrith, qui l'a amenée au Nord. Là, Uhtred combat lors de la bataille de Cynwit, où il doit affronter les Danois dirigés par Ubba Lothbrokson, un redoutable guerrier. L'histoire se termine par un combat de mur de boucliers dans lequel Uhtred tue Ubba.

## Personnages

### Fictifs
- Uhtred : narrateur, Ealdorman dépossédé de Bebbanburg, à l'origine appelé Osbert
- Comte Ragnar l'Intrépide : seigneur de guerre danois qui adopte Uhtred
- Ragnar Ragnarsson (Ragnar le Jeune) : fils de Ragnar, frère d'adoption et ami proche de Uhtred
- Rorik Ragnarsson : plus jeune fils de l'Earl Ragnar et ami d'enfance d'Uhtred
- Thyra Ragnarsdottir : fille de Ragnar, kidnappée par Kjartan
- Brida : fille saxonne d'Anglie, amante et amie d'enfance d'Uhtred
- Sigrid : épouse de l'Earl Ragnar, mère de Ragnar le Jeune, Rorik et Thyra
- Ravn : père aveugle de l'Earl Ragnar aveugle, skalde
- Skade : esclave danoise, devenue reine viking d'Harold Bloodhair, sorcière et mystique, ennemie et, brièvement, amante d'Uhtred
- Sven Kjartansson : fils de Kjartan et ennemi juré d'Uhtred
- Kjartan : capitaine danois qui trahit et tue l'Earl Ragnar et sa famille
- Le père Beocca : prêtre à Bebbanburg, puis à la cour du roi Alfred
- Mildrith : épouse pieuse d'Uhtred
- Leofric : guerrier et capitaine, ami d'Uhtred
- Odda le Jeune : fils de l'Ealdorman Odda et ennemi d'Uhtred
- Ælfric : oncle d'Uhtred et usurpateur du trône de Bebbanburg
- Seigneur Uhtred de Bebbanburg : père d'Uhtred
- Gytha : belle-mère d'Uhtred

### Historiques
- Le roi Alfred de Wessex (Alfred le Grand) : le roi du Wessex
- Æthelflæd : fille aînée d'Alfred fille aînée
- Guthrum le Malchanceux : chef de guerre danois
- Ubba Lothbroksson : chef de guerre danois redouté par beaucoup, le frère aîné d'Ivar et de Halfdan
- Ivar Lothbroksson (Ivar le Désossé) : chef de guerre danois
- Halfdan Lothbroksson : chef de guerre danois
- Ælswith : femme d'Alfred et ennemie d'Uhtred
- Æthelwold : neveu d'Alfred et ami d'Uhtred
- Ealdorman Odda : Earldorman de Wessex
- Roi Edmund : roi d'Est-Anglie
- Roi Osbert : roi de Northumbrie.

## Adaptation pour la télévision
En juillet 2014, la BBC a annoncé que la production devrait commencer à l'automne 2014 pour une adaptation pour la télévision du roman, intitulée Le Dernier Royaume, dont Stephen Butchard est le scénariste. Une série de huit épisodes de 60 minutes a été produite, et la série a commencé à être diffusée le 10 octobre 2015. BBC Two, Carnaval Films et BBC America ont été impliqués dans la production. En avril 2018, 19 épisodes avait été diffusés en 2 saisons.